# Sebseb
Sebseb (în arabă سبسب) este o comună din provincia Ghardaïa, Algeria.
Populația comunei este de 2.437 de locuitori (2008).